# Фридрихсграбен
Фридрихсграбен (њем. Friedrichsgraben) општина је у њемачкој савезној држави Шлезвиг-Холштајн. Једно је од 165 општинских средишта округа Рендсбург. Према процјени из 2010. у општини је живјело 59 становника. Посједује регионалну шифру (AGS) 1058055.

## Географски и демографски подаци
Фридрихсграбен се налази у савезној држави Шлезвиг-Холштајн у округу Рендсбург. Општина се налази на надморској висини од 3 метра. Површина општине износи 5,4 km². У самом мјесту је, према процјени из 2010. године, живјело 59 становника. Просјечна густина становништва износи 11 становника/km².